# Полицівська сільська рада
Полицівська сільська рада — адміністративно-територіальна одиниця та орган місцевого самоврядування у Камінь-Каширському районі Волинської області з адміністративним центром у с. Полиці.

## Населені пункти
Сільській раді підпорядковані населені пункти:
- с. Полиці
- с. Іваномисль

## Населення
Згідно з переписом УРСР 1989 року чисельність наявного населення сільської ради становила 1314 осіб, з яких 591 чоловік та 723 жінки.
За переписом населення України 2001 року в сільській раді мешкало 1198 осіб.

### Мова
Розподіл населення за рідною мовою за даними перепису 2001 року:
| Мова       | Відсоток |
| ---------- | -------- |
| українська | 99,83 %  |
| білоруська | 0,08 %   |
| російська  | 0,08 %   |

## Склад ради
Рада складається з 16 депутатів та голови.

## Керівний склад сільської ради
| ПІБ                      | Основні відомості                                                 | Дата обрання | Дата звільнення |
| ------------------------ | ----------------------------------------------------------------- | ------------ | --------------- |
| Войчук Сергій Андрійович | Сільський голова, 1970 року народження, освіта                    | 26.03.2006   | 31.10.2010      |
| Войчук Сергій Андрійович | Сільський голова, 1970 року народження, освіта вища, безпартійний | 31.10.2010   |                 |

Примітка: таблиця складена за даними джерела